# Haute Cour de justice (Angleterre-et-Galles)
Pour les autres articles nationaux ou selon les autres juridictions, voir Haute Cour de justice.
 (décembre 2016).

Schéma des tribunaux en Angleterre-et-Galles.

La Haute Cour de justice (en anglais : High Court of Justice ou England and Wales High Court, abrégé EWHC) est, avec la Cour de la Couronne et la Cour d'appel, une des cours supérieures dans la juridiction d’Angleterre-et-Galles.
La Haute Cour est une juridiction de première instance. Elle n’est compétente qu’au-delà d’un certain montant financier ou dans les affaires les plus importantes. Elle est principalement une juridiction supérieure et en tant que telle doit superviser les juridictions et tribunaux qui lui sont inférieurs.

## Histoire
La Cour est créée en 1875 et se situe dans les bâtiments de la Cour royale de Justice à Londres (Royaume-Uni).
En 1965, Elizabeth Lane est la première femme juge à la Haute Cour de justice d'Angleterre. Ayant d'abord renoncé à l'université, elle s'est mise à étudier le droit avec son mari Randall Lane .

## Divisions
La haute cour est composée de 3 divisions : la division de la chancellerie, la division du banc du Roi et la division de la famille.